# Arringatore

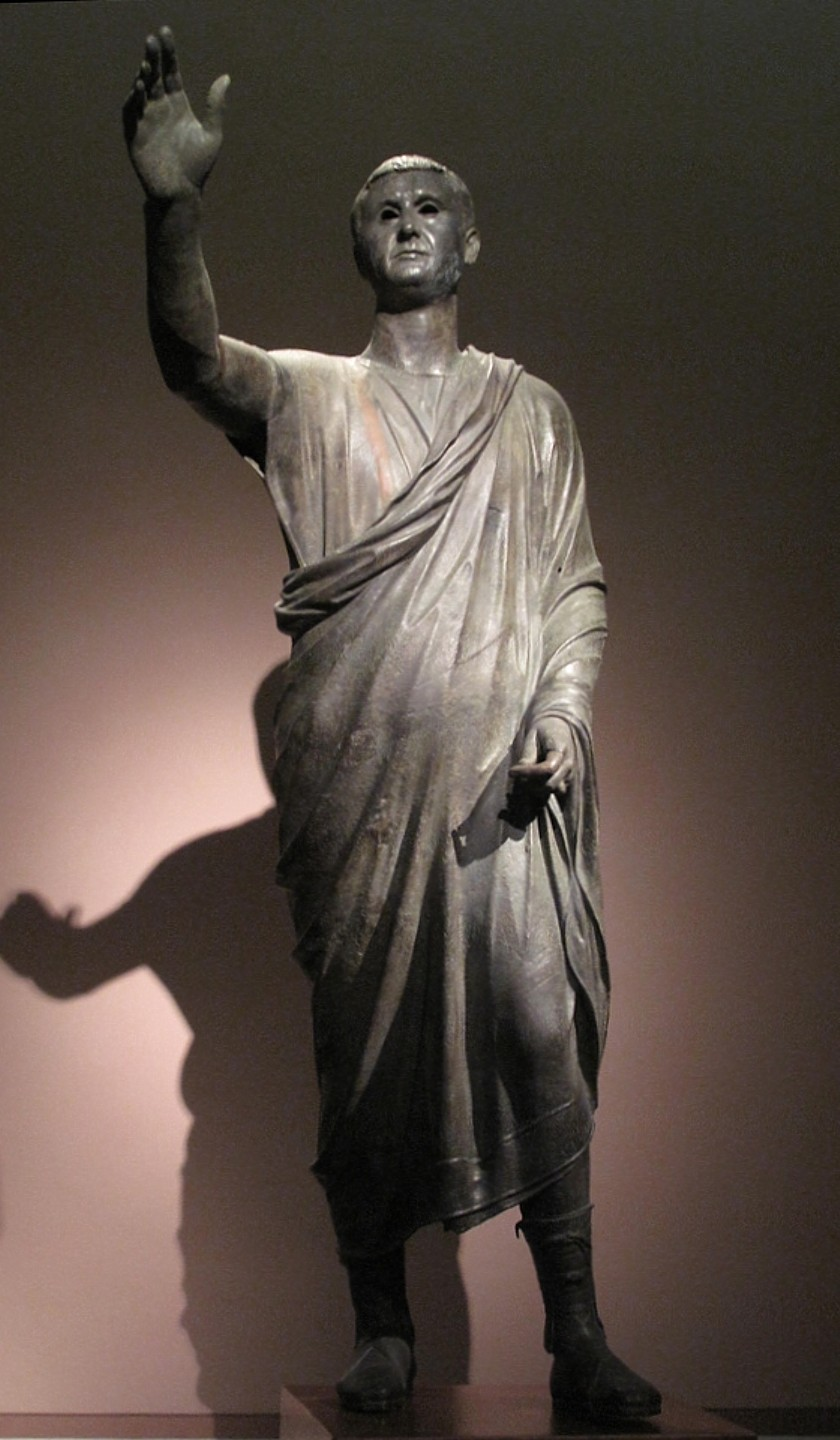
Der Arringatore

Der Arringatore (ital. der Redner) ist eine etruskische Bronzestatue aus dem späten 2. Jahrhundert v. Chr. oder frühen 1. Jahrhundert v. Chr. und stellt Aule Meteli oder Metele (latinisiert Aulus Metellus oder Metellius) dar. Die Skulptur wurde im 16. Jahrhundert entdeckt und befindet sich heute im Archäologischen Nationalmuseum von Florenz. Die Statue ist ein bedeutendes Beispiel der späten etruskischen Bronzeskulptur und zeigt die allmähliche Romanisierung der etruskischen Kunst.

## Beschreibung

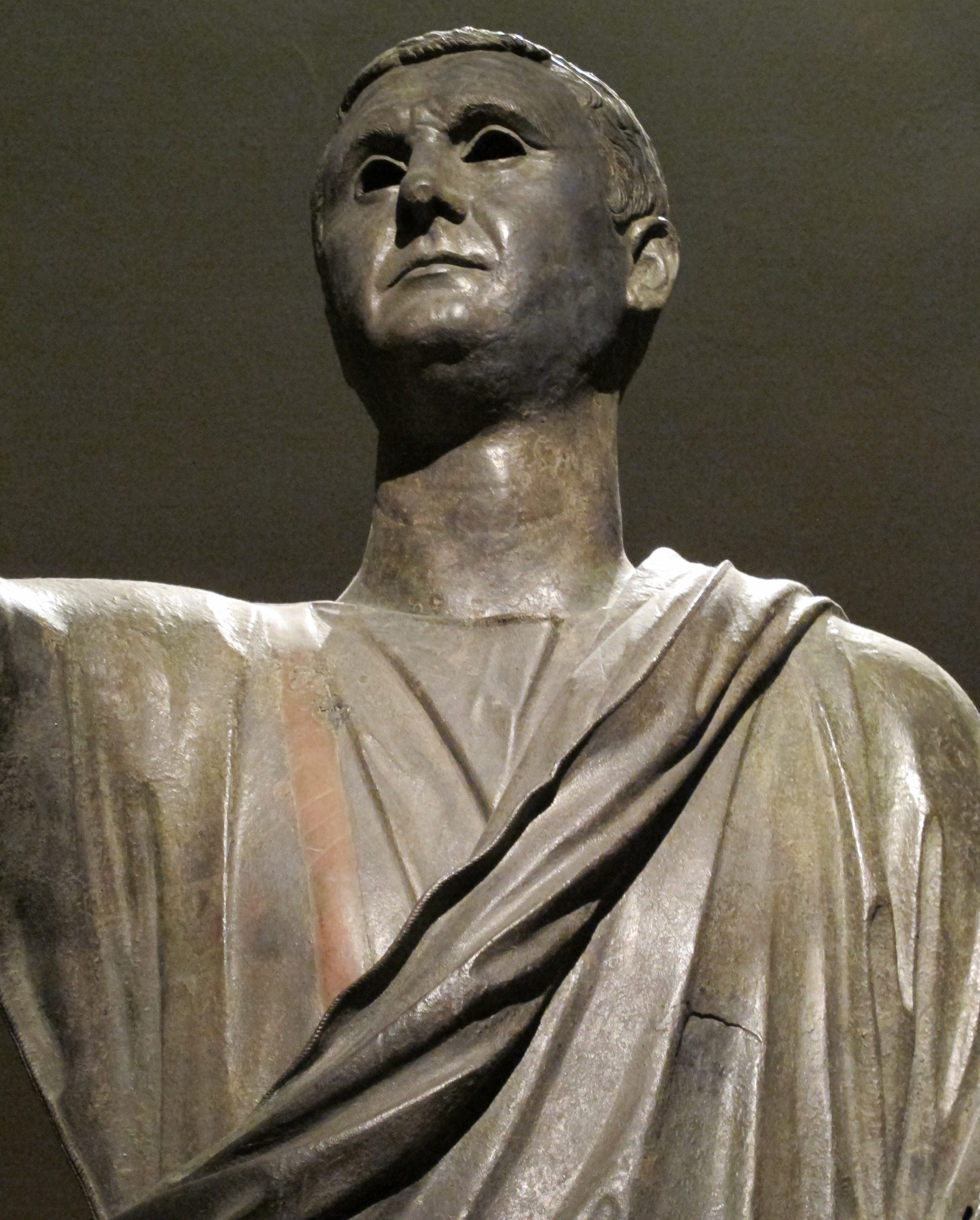
Oberkörper des Arringatore

Die lebensgroße, 1,79 m hohe Statue besteht aus gegossener Bronze und ist innen hohl. Sie wurde um 100 v. Chr. aus insgesamt sieben, im Wachsausschmelzverfahren hergestellten Einzelteilen zusammengefügt. Durch Beschädigungen sind im Lauf der Jahrhunderte größere Löcher am Hals, am Rücken und auf der linken Seite entstanden.
Die Bronzeskulptur zeigt einen erwachsenen, älteren Mann in frontaler Pose mit ausgestrecktem rechten Arm und leicht geöffneten Mund. Das Gewicht der Figur ist auf das rechte Bein verlagert, das linke ist leicht abgewinkelt. Diese Haltung wird als Kontrapost bezeichnet. Die eingelegten Augen der Statue sind nicht erhalten geblieben, so dass die Augenhöhlen jetzt leer sind.
Aule Meteli trägt eine Tunika, über der eine kurze Toga exigua drapiert ist, was der formellen Kleidung eines Magistrats entspricht. Die Toga ist um den Körper gewickelt und lässt den rechten Arm frei. Seinen linken Arm, um den die Toga geschlungen ist, hat Aule Meteli eng an den Körper angelegt. An der linken Hand trägt er einen kostbaren, vermutlich goldenen Skarabäenring. Seinen Zeigefinger drückt er leicht auf den nach vorne gestreckten Daumen, so dass der Eindruck von Sammlung und Konzentration entsteht. Er trägt hohe Schnürstiefel (calcei), wie sie gewöhnlich von römischen Senatoren getragen wurden. Der untere Rand der Toga wird durch einen breiten Saum begrenzt.
Die selbstbewusste Körperhaltung scheint die eines Redners zu sein, der sich anschickt, zu einer größeren Menschenmenge zu sprechen. Daher rührt auch die Bezeichnung der Statue als Der Redner, italienisch L’Arringatore, englisch The Orator. Mit der erhobenen Hand will er offenbar für Ruhe und Aufmerksamkeit sorgen. Aule Meteli ist als Herr des Geschehens dargestellt, der sich dank seiner Autorität mühelos Gehör verschafft und mit seiner Redekunst die Menge führen kann. Die selbstsichere Haltung beruht dabei nicht auf körperlicher Makellosigkeit, Kraft oder Stärke. Aule Meteli ist eher von gedrungener Statur, neigt zur Beleibtheit, besitzt ein deutlich von Falten geprägtes Gesicht, das aber zugleich reiche Erfahrung und Einsicht, Besonnenheit und Klugheit vermittelt. Hinzu tritt die besondere öffentliche Stellung, die dem Dargestellten einen deutlich erkennbaren Anspruch auf Führung der Bürgerschaft verleiht.

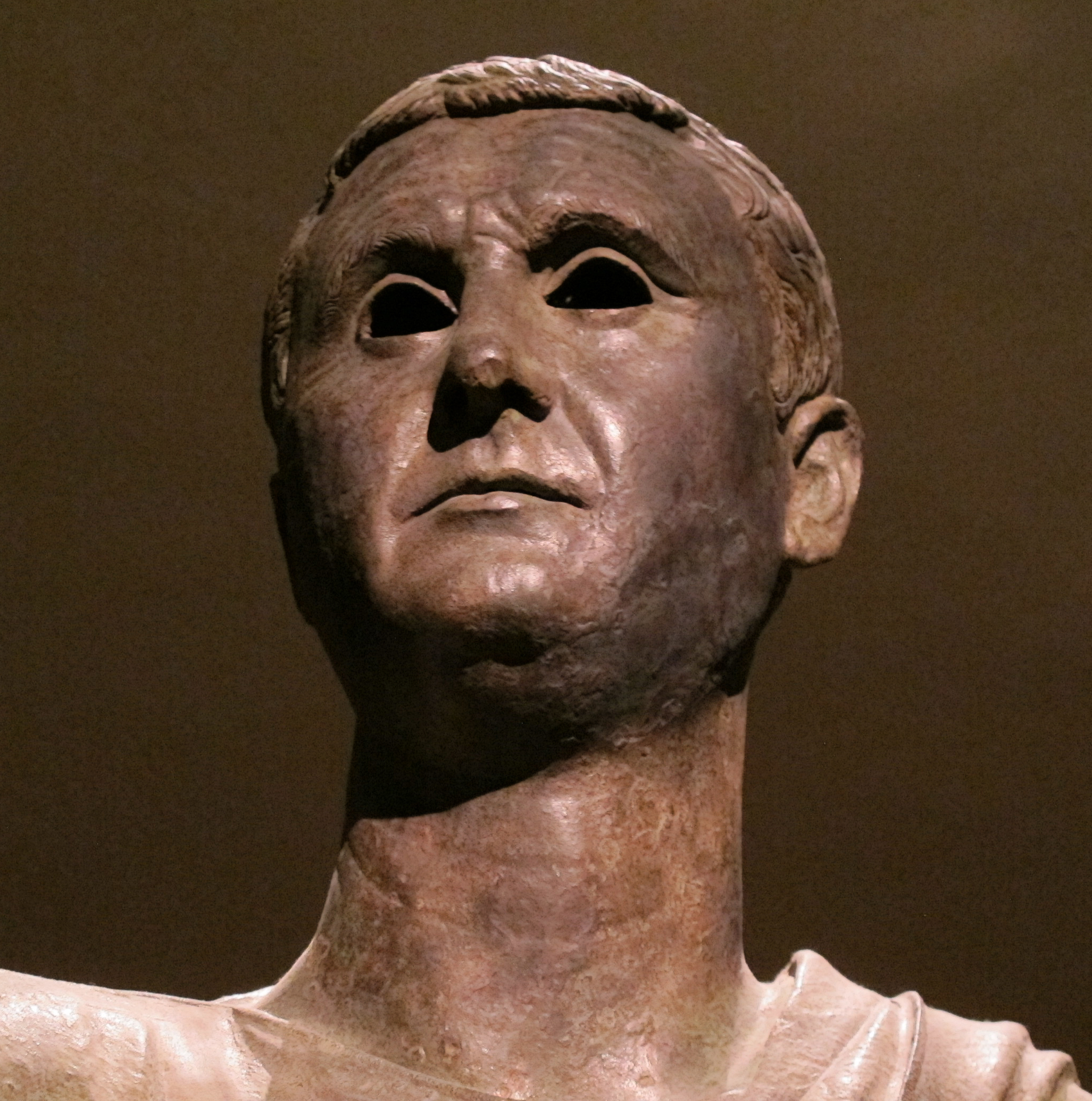
Kopf der Bronzestatue
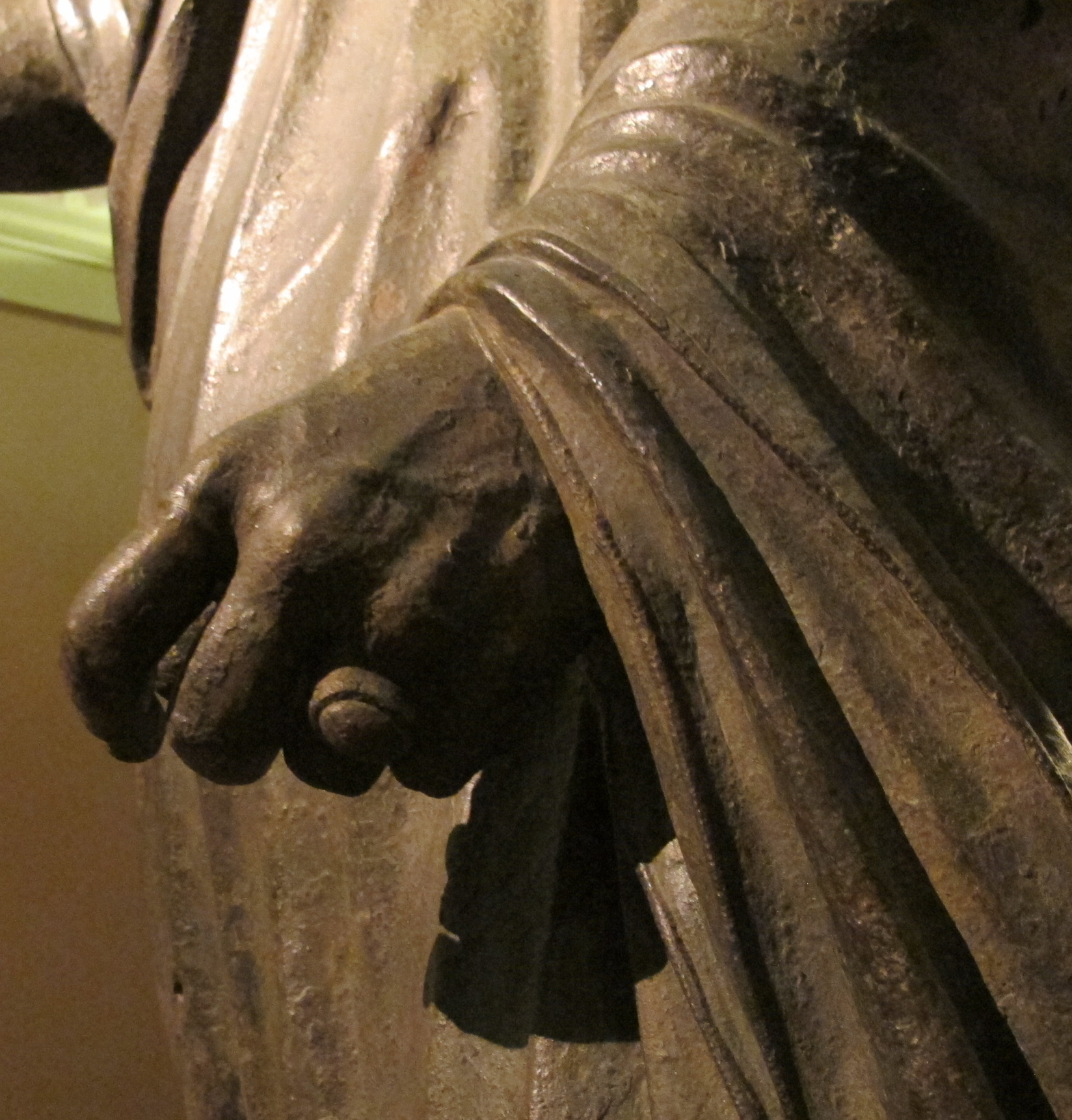
Linke Hand mit Ring
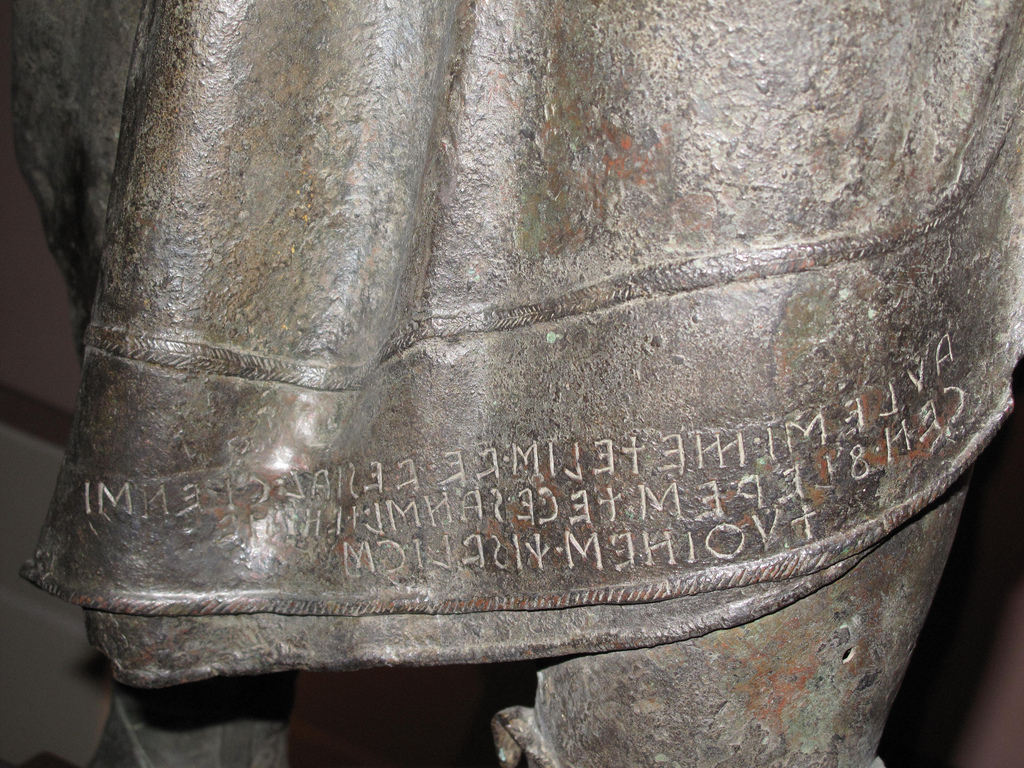
Saum mit Inschrift

## Inschrift
Der untere Saum der Toga trägt eine etruskische Inschrift, die entsprechend den Schreibgewohnheiten der Etrusker von rechts nach links mit spiegelverkehrten Buchstaben verfasst ist:
Die transkribierte Lesung lautet:
AULEŚI METELIŚ VE[LUS] VESIAL CLENŚI CEN FLEREŚ TECE SANŚL TENINE TUTHINEŚ CHISVLICŚ
AULEŚI METELIŚ ist die Dativform des Namens Aule Meteli oder Metele. Es folgen die Genitivformen des Männernamens Vel und des Frauennamens Vesi. Daran schließt sich die Genitivform CLENŚI von CLEN (Sohn) an. CEN FLEREŚ ist Akkusativ und steht für diese Votivstatue. TECE ist ein Verb in der dritten Person Perfekt mit der Bedeutung er hat aufgestellt.
Allerdings ist unklar, wer diese Statue gestiftet hat. Aule Meteli könnte selbst der Spender sein. Sofern TENINE eine Person bezeichnet, kommt auch diese als Stifter in Betracht. SANŚL ist eine Genitivform und dürfte die Gottheit SANŚ bezeichnen, der die Statue offenbar geweiht war. Die beiden letzten Wörter TUTHINEŚ CHISVLICŚ könnten darauf hindeuten, dass die Bürgerschaft nach einer Beratung der Errichtung der Statue zugestimmt hat. Insgesamt ergibt sich als mögliche Übersetzung:
Zu Ehren von Aule Meteli, dem Sohn von Vel und Vesi, hat Tenine diese Statue aufgestellt als Votivgabe für Sans nach Beratung der Bürgerschaft.
Der Buchstabe M in der Inschrift entspricht dem phönizischen Buchstaben Sadéh oder Zade und steht vermutlich für einen Sch-Laut. Dieser Buchstabe, der als Ś transkribiert wird, fand vor allem in Nordetrurien Anwendung.

## Deutung

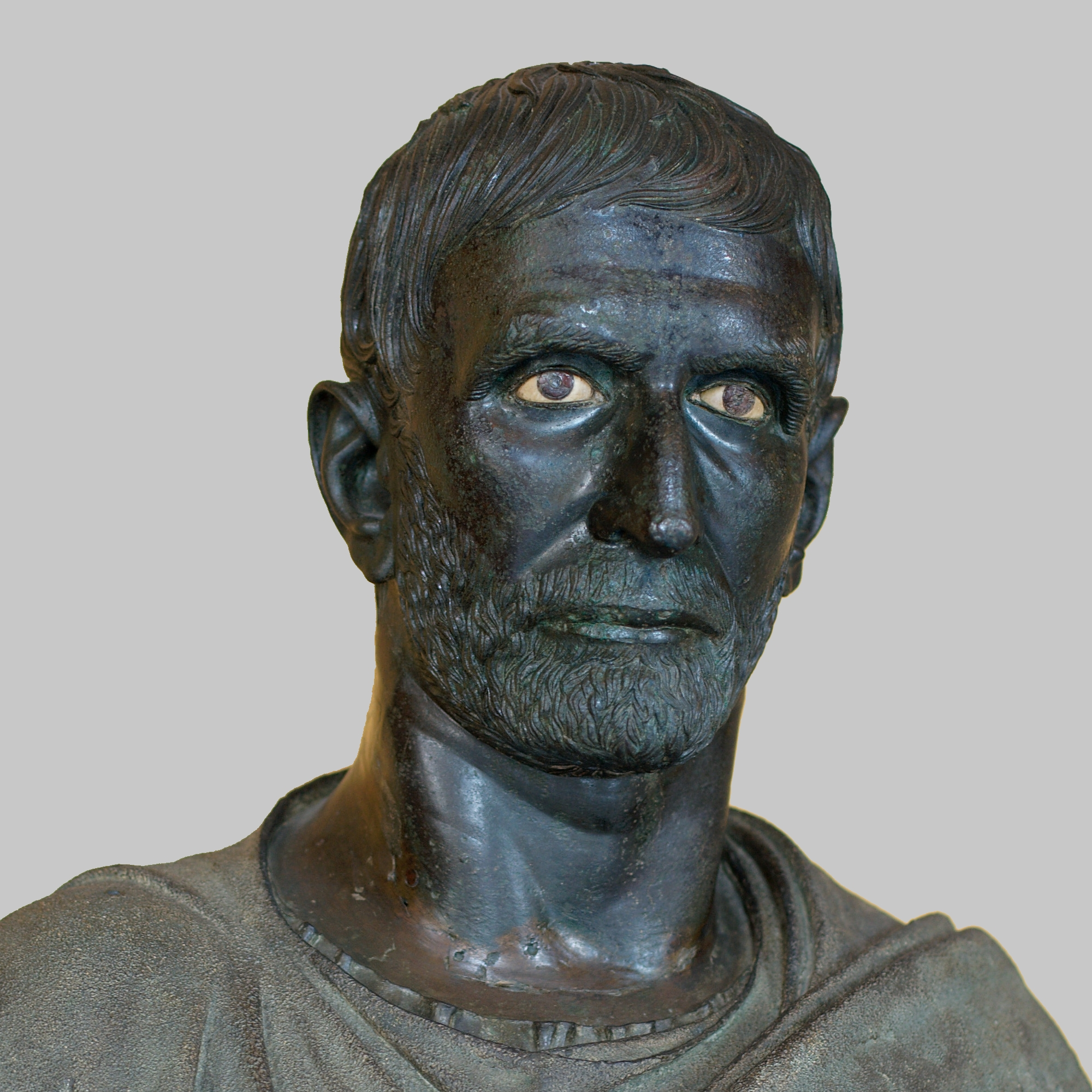
Kapitolinischer Brutus aus der römisch-republikanischen Zeit

Aule Meteli scheint eine bedeutende Person aus den nordetruskischen Städten Cortona (etruskisch Curtun) oder Perugia (etruskisch Persna) gewesen zu sein, da seine Heimatstadt ihm diese lebensgroße Ehrenstatue widmete. Wahrscheinlich war diese Statue an seinem Grab oder an einem Heiligtum öffentlich ausgestellt. Kleidung und Haltung deuten darauf hin, dass er ein wichtiges politisches Amt innehatte oder sogar als Princeps die Bürgerschaft anführte. Aufgrund von besonderen Verdiensten um die Stadt könnte er durch die Errichtung dieser Statue geehrt worden sein. Die Städte Nordetruriens, die im Gegensatz zu einigen Städten des Südens nicht von den Römern erobert worden waren, darunter Cortona und Perugia, erlebten in der 2. Hälfte des 2. Jahrhunderts v. Chr. eine letzte bescheidene Blüte.
Die Bronzeskulptur des Aule Meteli bietet einen Einblick in die sich verändernde soziopolitische Landschaft der Italienischen Halbinsel in den letzten Jahrhunderten vor der Zeitenwende. Als sich das Territorium Roms vom fünften bis zum ersten Jahrhundert v. Chr. ausbreitete, wurden ihre Nachbarn allmählich in die Sphäre des römischen kulturellen, wirtschaftlichen und politischen Einflusses aufgenommen. Manche Gruppen widersetzten sich dem römischen Hegemonialstreben, während andere sich durch politische und militärische Verträge dem römischen Lebensstil anschlossen. Dieser Prozess der Akkulturation bzw. Romanisierung führte dazu, dass die ursprüngliche kulturelle Heterogenität durch ein homogeneres kulturelles Modell ersetzt wurde.
Dementsprechend steht der Arringatore für die etruskischen Handwerkskunst, die dem deutlichen Einfluss der römischen Welt unterworfen ist. Die Statue trägt eindeutig Senatorenstiefel und die kurze und schmale Toga exigua, die beide aus der römischen Kultur stammen. Ebenso stimmt sein Haarschnitt mit denen römischer Eliten überein. Haltung und Gesichtsausdruck vermitteln eine Natürlichkeit und Wahrhaftigkeit, wie sie in der Porträtkunst der mittleren Republik anzutreffen sind. Auch die Ehrung des Aule Meteli durch ein Standbild lehnt an Gebräuche der römischen Aristokratie an. Die Statue trägt aber auch eine Inschrift mit etruskischen Buchstaben und die Bronzeverarbeitung entspricht den Traditionen etruskischer Handwerkskunst. Die Statue reflektiert somit die Balance zwischen alter etruskischer und neuer römischer Identität und den Übergang hin zu einer vollständigen Auflösung der etruskischen Kultur und Sprache.

## Geschichte

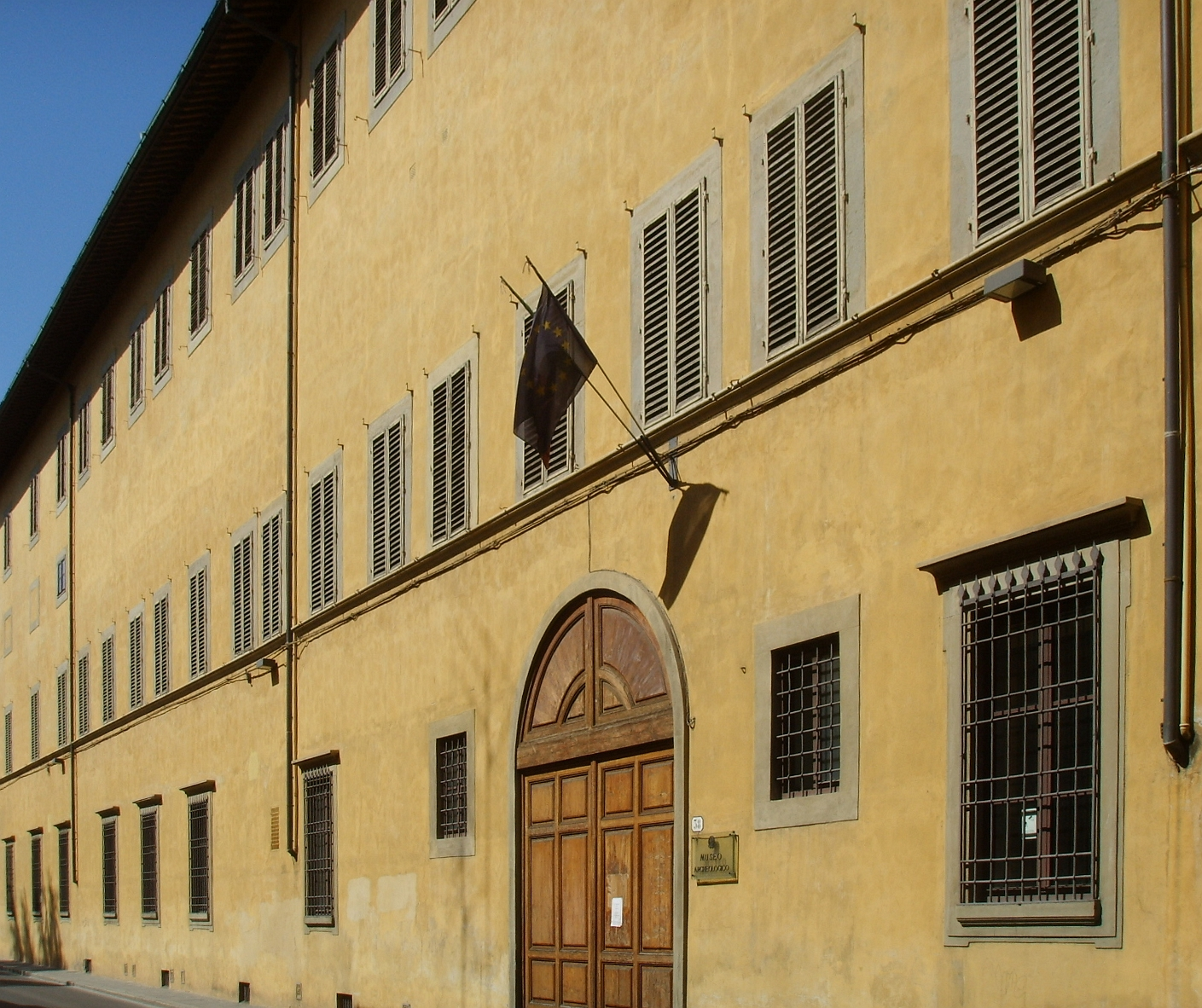
Archäologisches Nationalmuseum von Florenz im Palazzo della Crocetta

Die Bronzestatue wurde 1566 in der Gegend zwischen Cortona und Perugia gefunden und verstärkte das gerade wiedererwachte Interesse an den Etruskern. Aus der Renaissance sind als Fundorte Sanguineto im Norden des Trasimenischen Sees und Pila 8 km südöstlich von Perugia überliefert. Das Funddatum lässt sich auf den Zeitraum zwischen dem 15. September und 21. Oktober 1566 eingrenzen.
Das Standbild wurde, obwohl es in Umbrien und damit auf dem Territorium des Kirchenstaates gefunden worden war, von Cosimo I. de’ Medici in Besitz genommen. Vermutlich wurde damals als Fundort die Gegend am Trasimenischen See verbreitet, um die päpstlichen Ansprüche zu umgehen. Cosimo verfügte bereits über eine große Sammlung von Antiken, darunter die 1553 entdeckte Chimäre von Arezzo, und setzte damit das Mäzenatentum seiner Familie fort. 1569 wurde er Großherzog der Toskana und nannte sich Magnus Dux Etruriae, wodurch er ausdrücklich auf die etruskischen Vorläufer Bezug nahm.
Zunächst wurde die Bronzestatue des Arringatore zusammen mit anderen etruskischen Fundstücken öffentlich im Palazzo Vecchio im Saal Leos X. ausgestellt. Im Jahr 1581 veranlasste Cosimos Sohn Francesco I. de’ Medici die Umwandlung des Obergeschosses der Uffizien in Galerien für die Ausstellung der mediceischen Kunstsammlung. Die 1560 maßgeblich von Giorgio Vasari gestalteten Uffizien hatten zunächst ausschließlich für die Unterbringung von Ministerien und Ämtern gedient. Ab 1588 konnte der Arringatore zusammen mit antiken und zeitgenössischen Skulpturen in der Galleria delle Statue besichtigt werden. 1789 bezeichnete Luigi Lanzi in seinem Werk Saggio di lingua Etrusca e di altre antiche d’Italia (Abhandlung über die etruskische und andere alte Sprachen Italiens) erstmals die Bronzestatue als Arringatore.
Mit der Vereinigung Italiens zu einem Nationalstaat setzte sich König Viktor Emanuel II. dafür ein, dass in Florenz, 1864 bis 1871 Hauptstadt des neuen Staates, ein etruskisches Museum entstehen sollte, um diesen wichtigen Aspekt des italienischen Erbes darzustellen. Das etruskische Museum wurde mit einem ägyptischen Museum kombiniert, das im 18. Jahrhundert vom habsburgischen Großherzog Leopold II. gegründet worden war. Die Sammlungen wurden zunächst im Cenacolo di Fuligno in der Via Faenza ausgestellt. 1881 verlegte man die Museen in den Palazzo della Crocetta in der Via della Colonna. Schließlich entstand dort das Archäologische Nationalmuseum von Florenz, in dem sich heute das Standbild des Arringatore zusammen mit anderen antiken Bronzen befindet.